# Ciarán Hinds
Ciarán Hinds (/ˈkɪərɔːn ˈhaɪndz/; sinh ngày 9/2/1953) là nam diễn viên người Ireland. Một vài phim mà ông đã tham gia là: Road to Perdition, Munich, There Will Be Blood, Harry Potter and the Deathly Hallows – Part 2, Tinker Tailor Soldier Spy, Frozen, Silence, và Justice League (vai Steppenwolf).